# Jófríður Ákadóttir
Jófríður Ákadóttir, känd som soloartisten JFDR, är en isländsk sångerska, låtskrivare och musiker född 1994. Hon är även känd som medlem i Samaris, Pascal Pinon och deltagare i projektet Gangly. Hon samarbetar med producenten och musikern Shahzad Ismaily. Hennes far är den isländske kompositören och musikern Áki Ásgeirsson.

## Biografi
2009, då Jófríður Ákadóttir var 14 år, startade hon bandet Pascal Pinon tillsammans med sin tvillingsyster Ásthildur samt Halla Kristjánsdóttir och Kristín Ylfa Hölmgrimsdóttir. Bandets namn refererar till cirkusartisten Pasqual Pinon Samma år gav de ut sitt första album Pascal Pinon, som de hade producerat helt själva. Året därpå, 2010, kom albumet även ut på skivbolaget Morr Music, och beskrevs av Allmusic som "a truly lovely record". Morr gav ut både deras andra album Twosomeness 2013 och deras tredje album Sundur 2016.
2011 startade Jófríður Ákadóttir bandet Samaris tillsammans med Áslaug Rún Magnúsdóttir och Þórður Kári Steinþórsson. Samaris deltog och vann den isländska musiktävlingen Músíktilraunir 2011 och samma år kom deras självutgivna EP Hljóma Þú, som fick det årets Kraumur Awards musikpris. 2012 kom deras självutgivna uppföljare Stofnar falla innan de skrev kontrakt med skivbolaget One Little Indian Records. 2013 släpptes Samaris debutalbum Samaris med musiken från deras två tidigare självutgivna EP-skivor tillsammans med fyra remixade kompositioner. Albumet är en kombination av deras musik och isländsk 1800-talspoesi. One Little Indian Records producerade även Samaris nästkommande album Silkidrangar (2014), Silkidrangar Sessions (2015) och Black Lights (2016).
2016 deltog Jófríður Ákadóttir i projektet Gangly tillsammans med Sindri Már Sigfússon (även känd som Sin Fang) och Úlfur Alexander Einarsson (från det isländska bandet Oyama) med spåret Fuck With Someone Else. Gangly skrev sedan kontrakt med brittiska AMF Records och gav ut en serie videosinglar. Jófríður Ákadóttir har även samarbetat med Low Roar på singeln Bones och Brainfeeder-producenten Lapalux på två singlar från hans nya album Ruinism.
2017 släppte Jófríður Ákadóttir som JFDR sitt första album Brazil. Det var producerat i samarbete med Shahzad Ismaily. Jófríður Ákadóttir utnämndes till Årets artist på Island 2018 av skvallertidningen The Reykjavík Grapevine.

## Diskografi

### JFDR
Studioalbum
- Brazil (2017), (White Sun Recordings/Kobalt)

### Samaris
Studioalbum
- Samaris (2013), (One Little Indian)
- Silkidrangar (2014), (One Little Indian)
- Silkidrangar Sessions (2015), (One Little Indian)
- Black Lights (2016), (One Little Indian)

EP-skivor
- Hljóma Þú (2011), självutgiven
- Stofnar falla (2012), självutgiven

### Pascal Pinon
Album
- Pascal Pinon (2009), (självutgiven)
- Pascal Pinon (2010), Morr Music
- Twosomeness (2013), Morr Music
- Sundur (2016), Morr Music

EP-skivor
- Pascal Pinon EP (2009) (självutgiven)
- I wrote a song EP (2010), A Number of Small Things
- Party Wolves EP (2012) Morr Music